# Stazione di Fujine (Iwate)
La stazione di Fujine (藤根駅?, Fujine-eki) è una stazione ferroviaria della città di Kitakami, nella prefettura di Iwate della regione del Tōhoku, servita dai treni locali della linea Kitakami.

## Linee
East Japan Railway Company
■ Linea Kitakami

## Struttura
La stazione dispone di un piccolo fabbricato viaggiatori, con biglietteria automatica e presenziata, e due marciapiedi laterali con due binari passanti. 
Il passaggio al marciapiede opposto è regolato da un passaggio a livello pedonale interno alla stazione.
| 1 | ■ Linea Kitakami | per Hottoyuda e Yokote |
| 2 | ■ Linea Kitakami | per Kitakami           |

## Stazioni adiacenti
| «              | Servizio       | »              |
| Linea Kitakami | Linea Kitakami | Linea Kitakami |
| -------------- | -------------- | -------------- |
| Ezuriko        | Locale, Rapido | Tatekawame     |